# Pulgaon
Pulgaon, est une ville et un conseil municipal du district de Wardha dans l'État indien du Maharashtra. Lors du recensement de l'Inde de 2011, sa population s'élève à 33 925 habitants.